# 벤 존슨 (육상 선수)
벤저민 싱클레어 "벤" 존슨(Benjamin Sinclair "Ben" Johnson, CM, 1961년 12월 30일~)은 자메이카 출생 캐나다의 전직 육상 선수로 1988년 하계 올림픽에서 100m 금메달리스트로 등극했지만 도핑 테스트에 적발되면서 실격당하고 말았다.

## 생애

### 육상 입문
1961년 자메이카 트렐로니구 팰머스에서 태어난 벤 존슨은 1976년 캐나다로 이주하여 육상 훈련을 받은 뒤 1982년 호주 브리즈번에서 열린 코먼웰스 게임에서 은메달 두 개를 따며 주목을 받기 시작했고 이후 1984년 미국 로스앤젤레스에서 열린 제23회 하계 올림픽 100m 경기에서 동메달을 획득한데 이어 400m 계주에서도 동메달을 땄다.

### 약물 스캔들
1987년 이탈리아 로마에서 열린 제2회 세계 육상 선수권 대회 100m 경기에서 9.83초로 세계 신기록으로 미국의 칼 루이스를 꺾고 세계 최고의 스프린터로 각광을 받았다.
이로써 그 이듬해인 1988년 대한민국 서울에서 열리는 제24회 하계 올림픽에서의 육상 100m 라이벌 대결은 지구상에서 가장 빠른 사나이를 가리는 세계 최고의 빅 이벤트로 손꼽히게 되었다.
루이스는 지난 1984년 하계 올림픽에서, 존슨은 1987년 세계 육상 선수권 대회에서 각각 우승을 차지하면서 진정한 스피드 황제를 가리는 무대로 관심을 모으게 된 것이다.
서울올림픽 남자 100m 결승은 9월 24일에 열렸으며 경기 결과 자신의 종전 세계 기록을 0.04초 앞당긴 9.79초라는 경이적인 기록으로 9.92초를 기록한 루이스를 여유있게 따돌리고 금메달을 획득하였다.
그러나 이후 실시된 도핑 테스트에서 스테로이드 계통의 약물 복용 사실이 적발됨으로써 수립되었던 기록은 모두 취소되었고 금메달도 박탈되면서 금메달과 포상금은 3일만에 모두 칼 루이스에게 넘어갔으며 또한 전년 로마 세계 육상 선수권대회에서의 약물 복용 사실도 확인되어 그 기록과 우승도 모두 취소되고 금메달까지 박탈당했다.
이로써 존슨의 기록이 취소되어 100m 세계 신기록은 루이스가 기록한 9.92초가 되었고 이후 존슨은 올림픽 영웅에서 한순간에 부도덕한 인물로 낙인찍혀 쥐구멍에 숨듯이 대한민국을 빠져나갔으며 그 후 선수 자격이 2년간 정지되었다.
그의 약물 복용 사실은 1988년 하계 올림픽을 뒤흔든 큰 사건으로 세계 스포츠계에 큰 충격을 주었으며 이 일로 인하여 이후 각종 국제 대회에서 약물 검사는 더욱 강화되었다.

### 서울올림픽 이후
1991년 자격 제한이 해제되어 선수로 복귀했으나 이후 뚜렷한 성적을 올리지는 못했고 1992년 스페인 바르셀로나에서 열린 제25회 하계 올림픽 100m 경기에 다시 출전했으나 준결승전에서 탈락하면서 메달 획득에 실패했다.
그리고 이듬해인 1993년 또다시 약물 복용 사실이 들통났고, 그로 인해 국제육상경기연맹으로부터 영구 제명 조치를 당했고 선수 자격 박탈 후 여러 운동 선수의 코치 및 트레이너로 활동하고 있는데 특히 1999년 리비아의 국가 원수였던 무아마르 알 카다피의 아들인 알사디 카다피의 개인 트레이너로 근무하면서 화제를 모으기도 했으며 또 1997년에는 아르헨티나의 전설적인 축구 선수인 디에고 마라도나의 개인 트레이너로 잠시 일하기도 했다.
그 후 1988년 올림픽 당시 스테로이드 복용 사실은 시인했으나 다른 점에 있어 자신은 결백하다고 주장하여 논란을 일으켰고또한 그가 실격된 것은 칼 루이스의 조작이라고 말해 파문을 일으켰으며 맥주에 루이스의 친구가 탄 근육강화제 성분이 들어있었다고 주장한 바 있다.

## 서훈
- 1987년 캐나다 훈장 Member(CM)

## 같이 보기
- 남자 100m 달리기 세계 기록 추이